# استان قونیه
قونیه نام یکی از ۸۱ استان ترکیه است که مرکز آن هم شهری است به همین نام.
آرامگاه مولوی، اندیشمند،عارف، شاعر ایرانیدر شهر قونیه است.
قونیه با بیش از ۴۰هزار کیلومترمربع پهناورترین استان ترکیه است.
مرکز آن شهر قونیه در شمال آناتولی در ۳۷ درجه و ۵۲ دقیقه عرض شمالی و ۳۳ درجه و ۳۱ دقیقه طول شرقی به ارتفاع ۱۰۲۷ متر از سطح دریا قرار گرفته‌است. باشندگان شمال این استان را، کردهای آناتولی شکل می‌دهند و در مرکز و جنوب ترک‌ها می‌زیند.
به علت واقع شدن آن بر سر راهی که از سراسر آناتولی را قطع می‌کند، از دیر زمان اهمیت خود را حفظ کرده‌است.

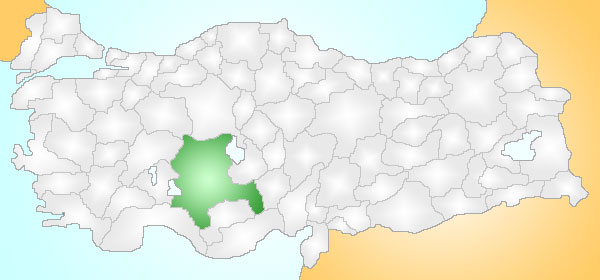
استان قونیه.